# Paul-Piet Hendriks
Paulus Petrus Jacobus Hendriks (Venlo, 17 maart 1846 – Kashgar, 22 juni 1906) was een Nederlandse priester verbonden aan de Vlaamse Congregatie van het Onbevlekt Hart van Maria, beter bekend als de Missionarissen van Scheut. In vrijwel alle bronnen wordt hij Paul-Piet Hendriks genoemd. In 1887 werd hij uit de congregatie gezet. Hij was en bleef echter missionaris in China, tot zijn dood. 

## Opleiding en activiteiten in Nederland
Hendriks volgde zijn opleiding aan het St.-Josef College in Weert en van 1866 tot 1871 aan het Groot Seminarie van het bisdom Haarlem in Warmond. Hij werd in 1871 in Haarlem tot priester gewijd. Van 1871 tot 1873 was hij als onderpastoor werkzaam in Schiedam. Zijn noviciaat bij de congregatie was in de periode 1873-1874.

## De congregatie in China
In de tweede helft van de negentiende eeuw was China het belangrijkste missiegebied van de Scheutisten. Omstreeks 1864 werd het gebied van de huidige Chinese provincie Binnen-Mongolië hun werkterrein. Zij namen de missie aldaar over van de Lazaristen. Vanaf het begin waren ook Nederlandse priesters bij de activiteiten betrokken. 
Het beleid van de congregatie was gebaseerd op het voorbeeld van de jezuïeten in de zeventiende en begin achttiende eeuw in Paraguay. De congregatie verwierf zeggenschap over landbouwgronden en gaf die ter bewerking uit aan straatarme boerengezinnen, die zich in ruil daarvoor dienden te bekeren. Er werden landbouwgemeenschappen gesticht met versterkte plaatsen en eigen bedrijven.
In 1878 werd het missiegebied uitgebreid met de provincies Gansu, Qinghai en Sinkiang. De Nederlander Ferdinand Hamer werd benoemd tot eerste bisschop van dit zeer uitgestrekte gebied.

## Hendriks in China
Hendriks vertrok in 1873 naar China. Van 1874 tot 1876 was hij onderpastoor in Kuei-Hua Ch'eng en studeerde daar Chinees. De totaal andere leefomstandigheden dan in Europa waren een risico voor de gezondheid van de missionarissen. Ook Hendriks werd ziek. Hij ging met ziekteverlof en bracht het jaar 1877 door in Boro Balghasou. Daarna werd hij pastoor in Kharakhoto. In 1879 en 1880 was hij terug in Kuei-Hua Ch'eng, nu als pastoor.
Hij werd echter weer ziek en in de periode 1880-1882 had hij opnieuw een ziekteverlof, dat hij in Nederland doorbracht. Zijn aanwezigheid in Nederland wordt vermeld in bronnen van het Genootschap van de Heilige Kindsheid. Hendriks was in die periode aanwezig op een aantal kinderfeesten van het genootschap voor de fondsenwerving van de missie.
Na 1880 stond de leiding van de missie in China onder grote druk zo spoedig mogelijk activiteiten te ontplooien in het met Gansu, Qinghai en Sinkiang uitgebreide missiegebied. Het gebied was zo  uitgestrekt dat missionarissen op hun eenmansposten vaak een week of langer moesten reizen om hun directe collega te ontmoeten. Hendriks reisde na zijn ziekteverlof in Nederland min of meer op eigen initiatief naar Kuldja aan de rivier de Ili.
Hendriks had al eerder conflicten gehad met de leiding van de missie in China. Hij had een volstrekt eigen aanpak van missieactiviteiten, die vaak niet spoorde met wat geacht werden belangen van de congregatie te zijn. Die conflicten escaleerden in Kuldja. Tot op het hoogste niveau in België en Rome werden zijn activiteiten besproken. Tot medio 1884 was Hendriks in Kuldja als pastoor werkzaam. Hij bracht daarna een jaar vakantie in Nederland door.
Juist toen hij wilde terugkeren naar China ontving hij post van de pastoor in Kashgar, de meest geïsoleerde missiepost van de congregatie in het uiterste westen van Sinkiang met een bevolking die hoofdzakelijk uit Oeigoeren bestaat. Op de reis daarheen ontmoette hij in Omsk de adellijke Pool Adam Ignatiev, die zich met hem in Kashgar vestigde. Mogelijk hierom werd Hendriks in 1887 uit de congregatie gezet. 
Hendriks bleef echter in Kashgar. Hij woonde in armoedige omstandigheden in een lemen hut, die tevens als kerk diende. Ignatiev was de enige kerkganger tijdens de missen die Hendriks dagelijks opdroeg. Hendriks en Ignatiev raakten enige tijd later gebrouilleerd. Ignatiev werd de toegang tot de kerk ontzegd, maar Hendriks bleef de rest van zijn leven dagelijks missen voor een volstrekt lege kerk lezen.
Hendriks had onmin met de Russische consul-generaal in Kashgar, Nikolai Petrovsky, maar ontving (materiële) ondersteuning van de Britse consul-generaal, George Macartney. Rusland en Engeland streden om invloed in centraal-Azië. Dit was ook de periode van de grote archeologische ontdekkingen in het gebied van de oude zijderoute. Archeologen als Aurel Stein en een reiziger als Sven Hedin verbleven regelmatig in het huis van Macartney, net als Hendriks. Beiden vermelden in hun boeken dan ook ontmoetingen met Hendriks.

## Overlijden
Paul-Piet Hendriks overleed in 1906 als gevolg van keelkanker. Sven Hedin was op dat moment in Kashgar. Hij stelde zijn vertrek uit om de begrafenis bij te wonen en beschreef die in zijn boek My life as an explorer. Hendriks werd naar zijn graf gedragen door een kozakken-escorte.